# Cisaris tenuipes
Cisaris tenuipes är en stekelart som beskrevs av Henry Keith Townes, Jr. 1970. Cisaris tenuipes ingår i släktet Cisaris och familjen brokparasitsteklar. Inga underarter finns listade i Catalogue of Life.